# Instituto de Altos Estudios Arnoldo Gabaldón
El Instituto de Altos Estudios Dr. Arnoldo Gabaldon es una institución gubernamental venezolana encargada de formar y capacitar profesionales y técnicos y crear líneas de investigación en el área de la salud pública en Venezuela.
Su sede está ubicada en la avenida Bermúdez Sur, No 93, al frente del Cuartel Páez en la ciudad de Maracay. Su director ejecutivo es el Dr. Pedro Ramón Alcalá Afanador.

## Historia
Desde 1936, durante el Gobierno de Eleazar López Contreras, se venía realizando una lucha antimalárica en Venezuela y en el Hospital Civil de Maracay se llevaba a cargo importantes avances antimaláricos, así que el Dr. Arnoldo Gabaldón y sus colaboradores proponen la creación de una sede cercana a este. Esta sería inaugurada el 18 de diciembre de 1943 durante el Gobierno de Isaías Medina Angarita.
En 1988 la Escuela de Malariología es bautizada con el nombre de su sanitarista fundador, el Dr. Arnoldo Gabaldon. Posterior a una reestructuración, la Escuela de Malariología se convierte en el actual Instituto de Altos Estudios Dr. Arnoldo Gabaldon. El 30 de agosto de 1984 el edificio es declarado monumento histórico nacional.

## Educación
Este instituto brinda estudios de posgrado en las siguientes áreas:
- Epidemiología
- Epidemiología de las Enfermedades Metaxénicas
- Gestión en Salud Pública
- Manejo de Vectores y Reservorios en Salud
- Medicina General Integral
- Salud Ocupacional e Higiene del Ambiente Laboral

De igual manera, este instituto ofrece maestría en Salud Colectiva, así como también diplomados en Salud Colectiva y en Salud Ocupacional.